# Грейт-Отуэй
Грейт-Отуэй (англ. Great Otway National Park) — национальный парк, расположенный в юго-западном районе Барвон штата Виктория в Австралии. Площадь парка составляет 1031 км². Расположен примерно в 162 км к юго-западу от Мельбурна, в невысоком прибрежном горном хребте Отуэй. Отличается разнообразными ландшафтами и типами растительности.

## История
Лесозаготовки начались в хребтах Отуэй в 1880-х годах. После Первой мировой войны, с улучшением дорог, лесозаготовки резко увеличились, достигнув пика в 1961 году, почти полностью лишив хребты Отуэй древних лесов и вызвав эрозию земель. Сохранившийся в настоящее время лес лишний раз подчёркивает насколько длительный период необходим для того, чтобы заново вырастить гигантские деревья, произраставшие здесь в прошлом и воспроизвести экологическую сложность, близкую к сложности первоначального дикого леса. Исторически сложилось так, что несколько лесных пожаров уничтожили заповедники-предшественники парка, сформировав его нынешнюю экологию, флору и фауну. Последний крупный пожар был частью лесных пожаров Пепельной среды, охвативших юго-восток Австралии в 1983 году.
Парк Грейт-Отуэй был создан в 2004 году, когда Национальный парк Отуэй, Государственный парк Ангахук-Лорн, Государственный парк Карлайл, Государственный парк Мелба-Галли, участки государственного леса Отуэй и ряд заповедников короны были объединены в один парк. Парки были объединены после общественной кампании и Грейт-Отуэй был официально открыт 11 декабря 2005 года.

## Описание и достопримечательности
Парк Грейт-Отуэй является популярным туристическим местом и компании организуют туры по региону. Парк включает в себя три кемпинга в Джоанне, на реке Эйр и залив Бланкет. В парк можно попасть с востока через залив Аполло, с севера через Форрест и Бич-Форрест или с запада через Принстаун. Парк охватывает как береговую линию, так и внутренние районы хребтов Отуэй, и поэтому включает в себя как пляжи, так и леса, до которых можно добраться по пешеходным тропам. Парк и палаточный лагерь на реке Эйр являются домом для значительной популяции коал. Маяк мыса Отуэй примыкает к парку и открыт для туристов. С побережья можно наблюдать за мигрирующими китами и дельфинами, такими как южный гладкий кит и горбатый кит, а также за афалинами.
Светящиеся черви Arachnocampa otwayensis, которые представляют собой биолюминесцентные личинки мелких мух, известных как грибные комары, можно увидеть ночью вдоль берегов ручьёв и пешеходных троп, особенно в парке Ангахук-Лорн, водопадах Бошан-Фоллз, Хоуптаун-Фоллз, Стивенсон-Фоллз и парке Мелба-Галли.

### Орнитологический район
Организация BirdLife International отнесла парк к Ключевым орнитологическим территориям (IBA), поскольку в нём обитают рыжеголовая щетинкоклювка, ложнокрапивник Calamanthus fuliginosus и малиновогрудая петроика, а также многие другие виды.

## Климат
Климатические данные для хребтов Отуэй получены с метеостанции Уиапроинах на высоте 492 м над уровнем моря, работавшей с 1965 по 2012 год. В парке прохладный и очень влажный климат, особенно зимой, из-за его западной экспозиции. Сильные мокрые снегопады часто случаются на более высоких вершинах, таких как гора Коули на высоте 670 м над уровнем моря.

## Галерея

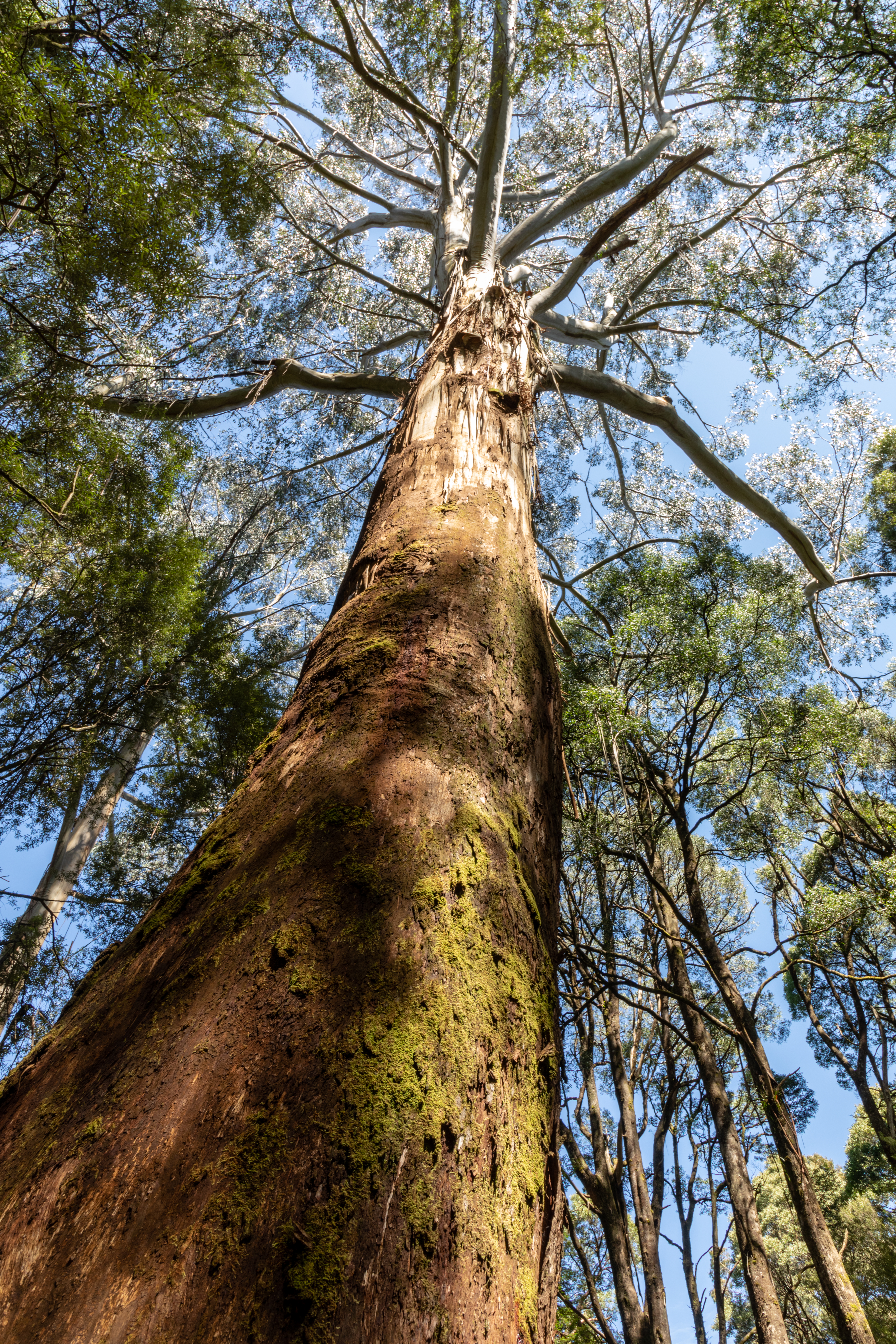
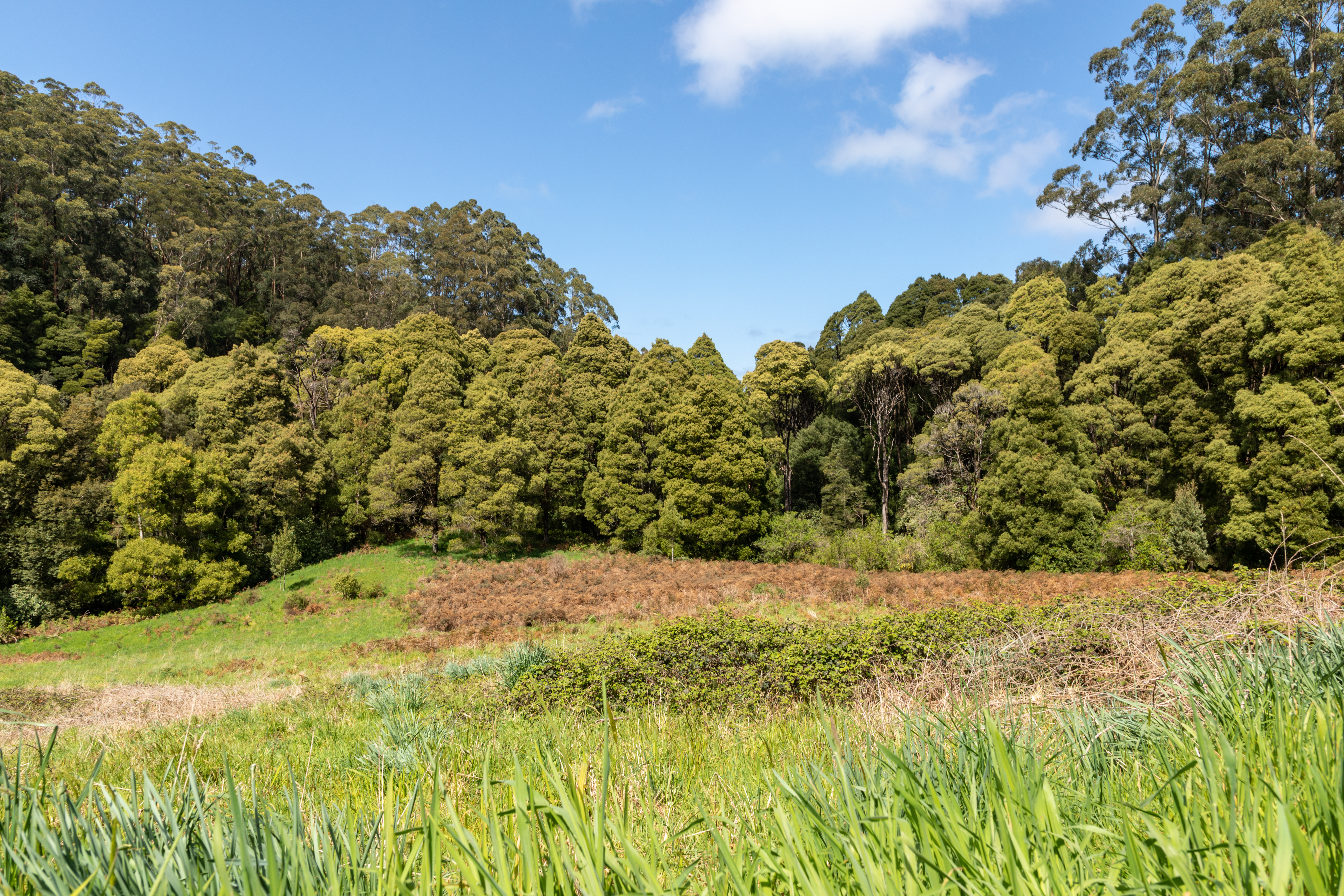
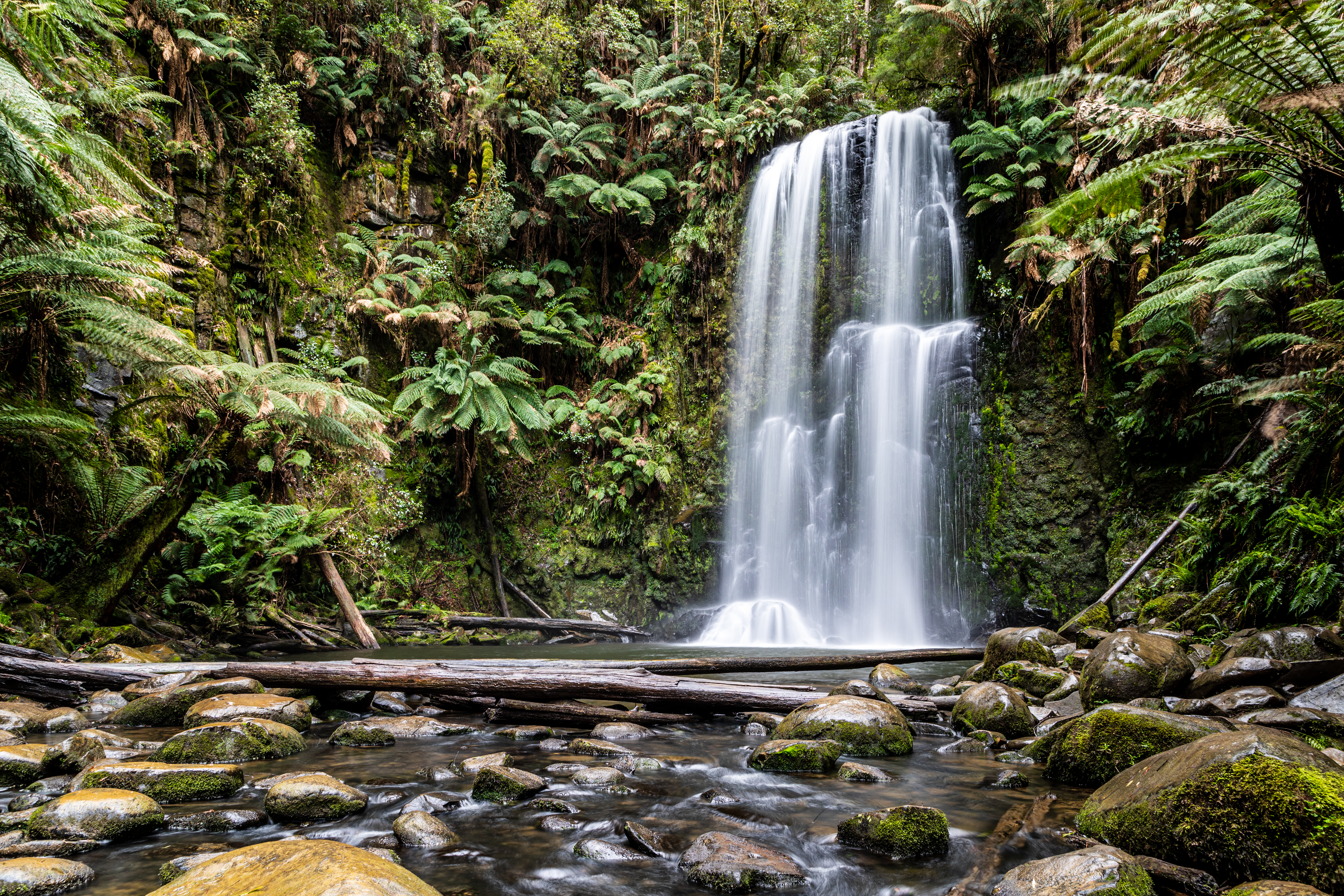
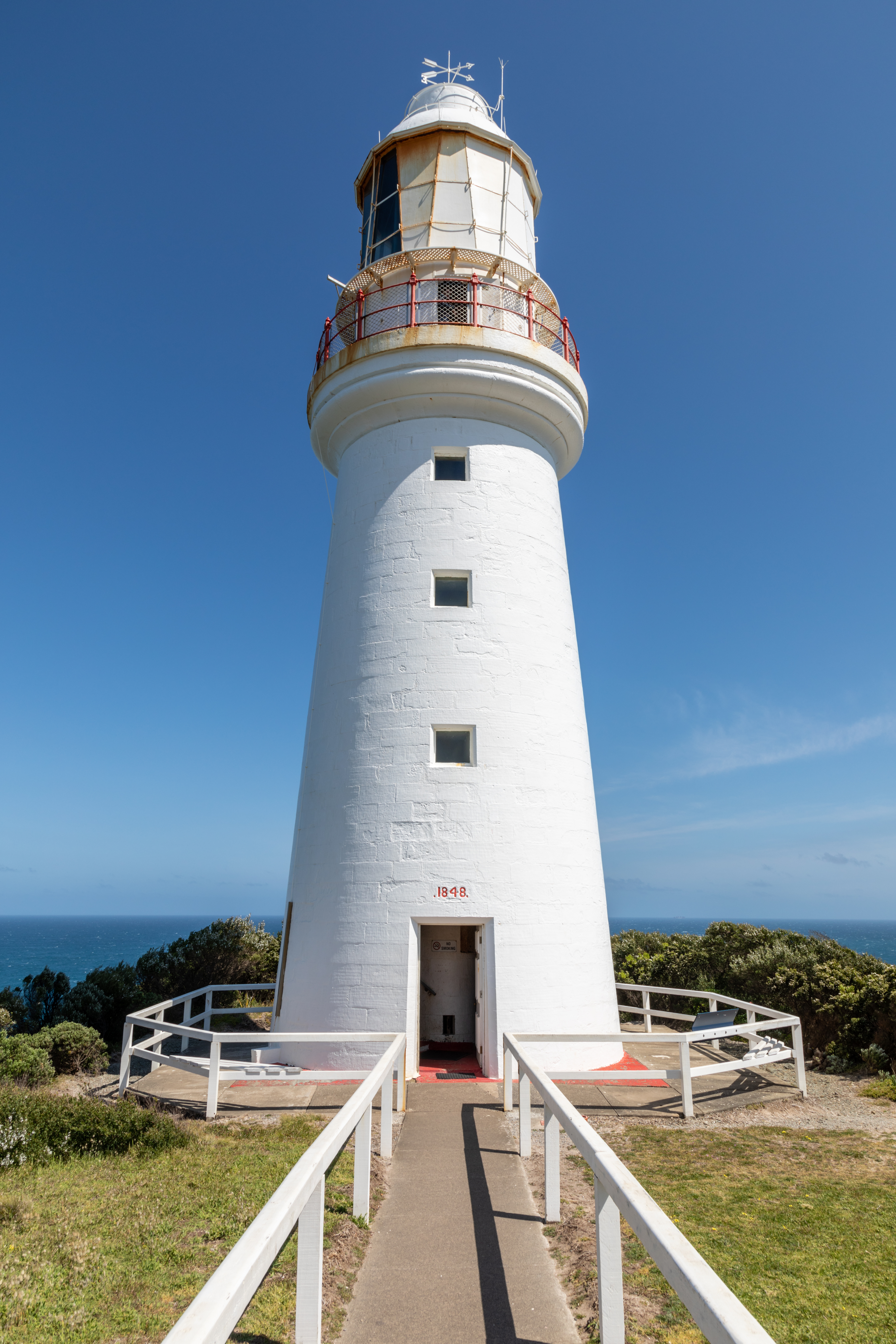
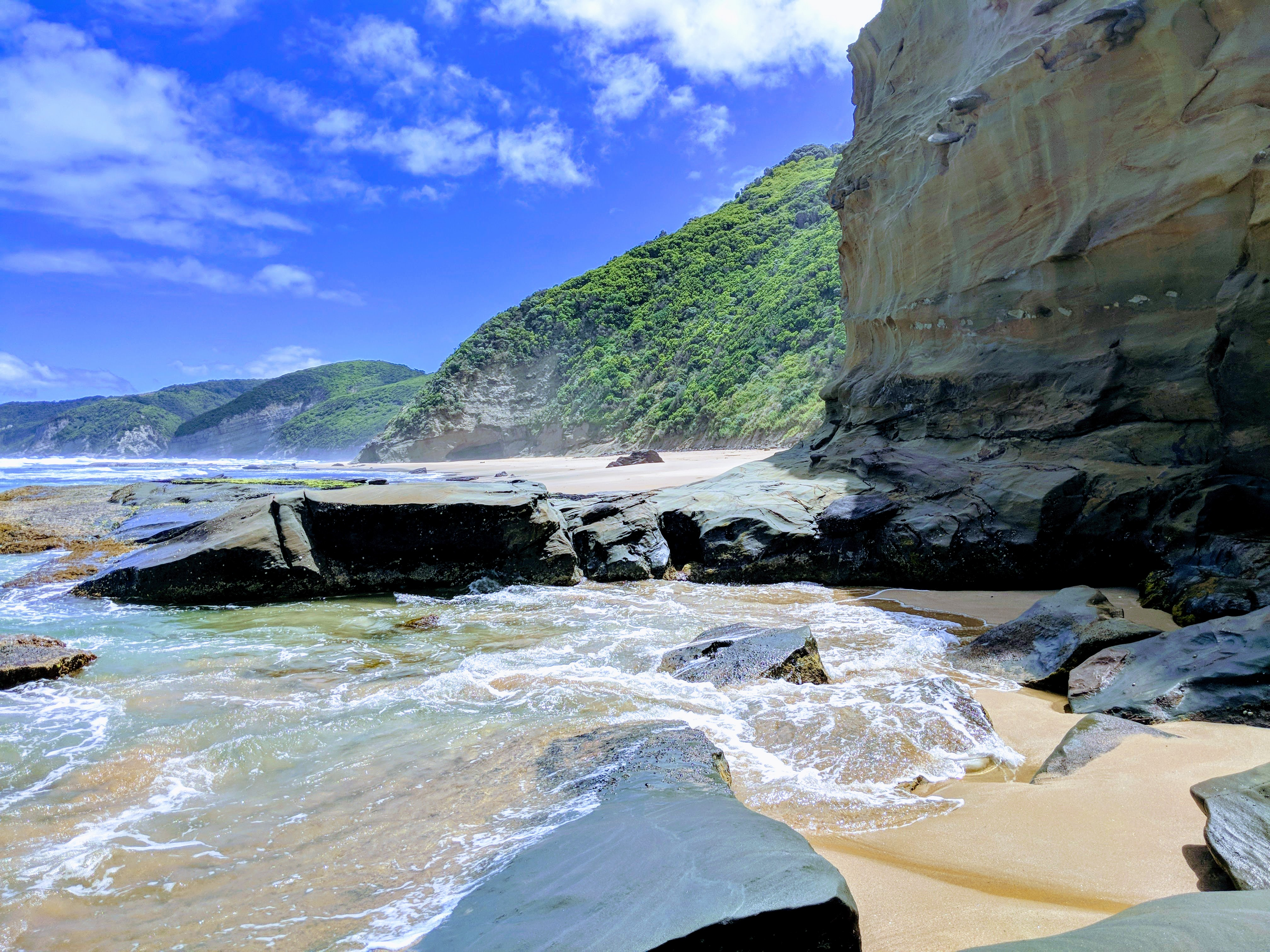

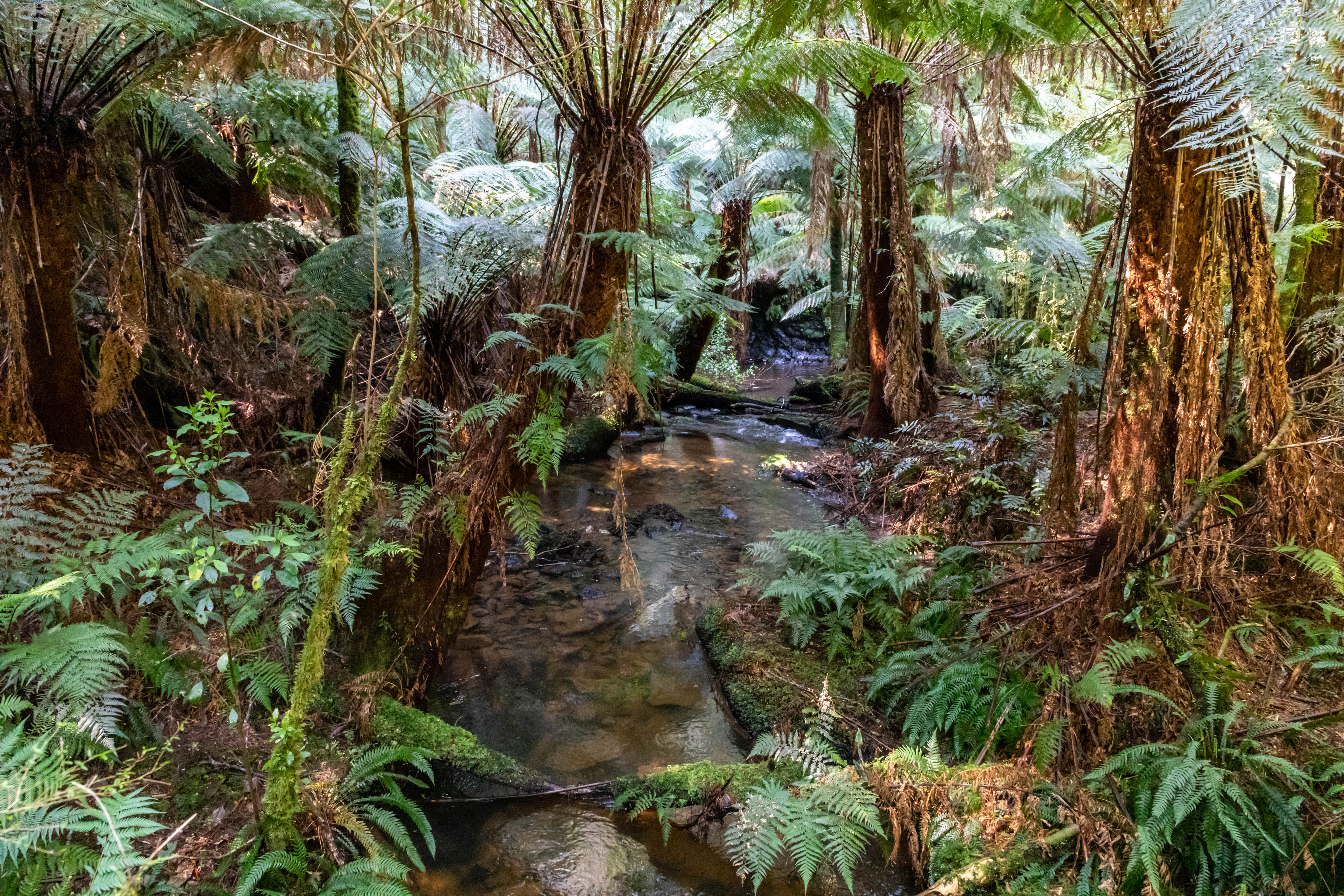
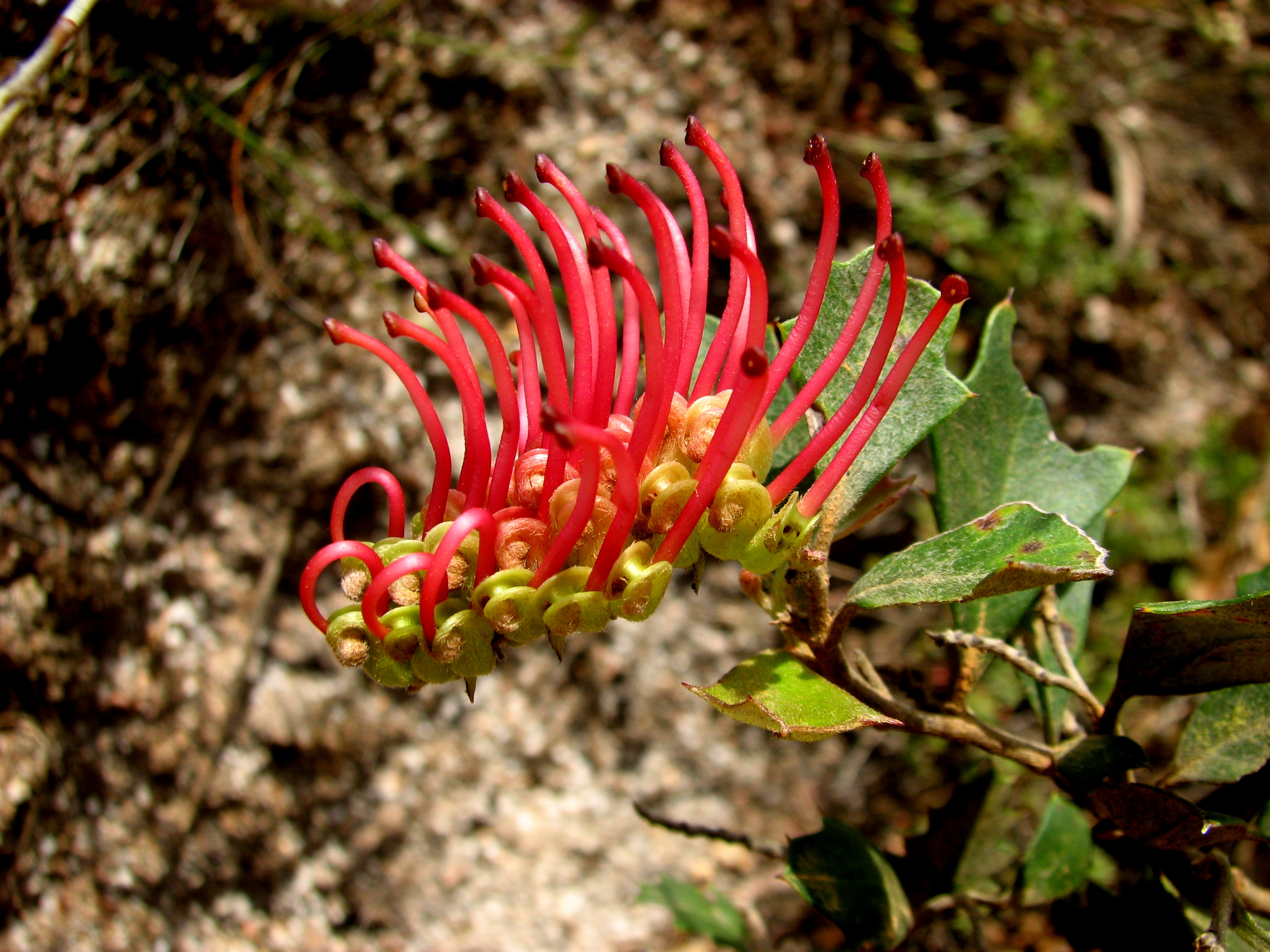
Grevillea infecunda
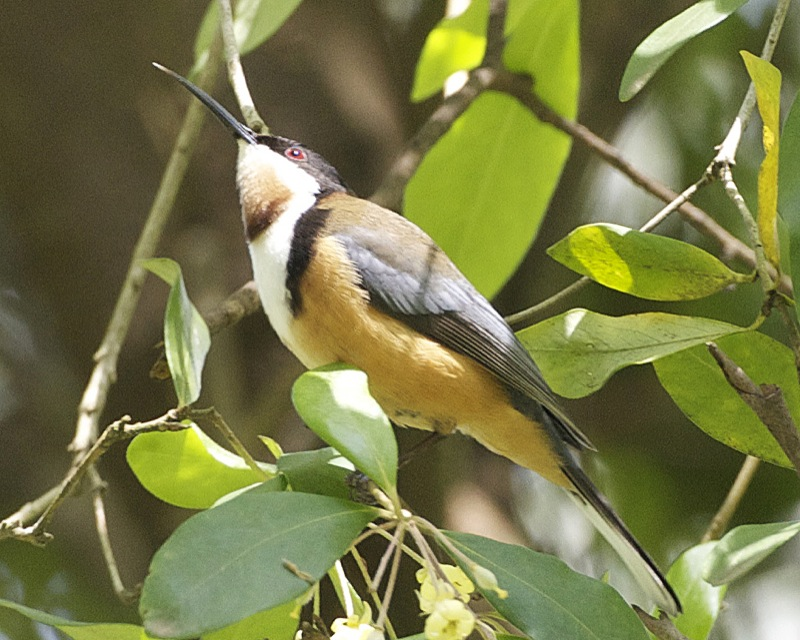
Восточный шилоклювый медосос
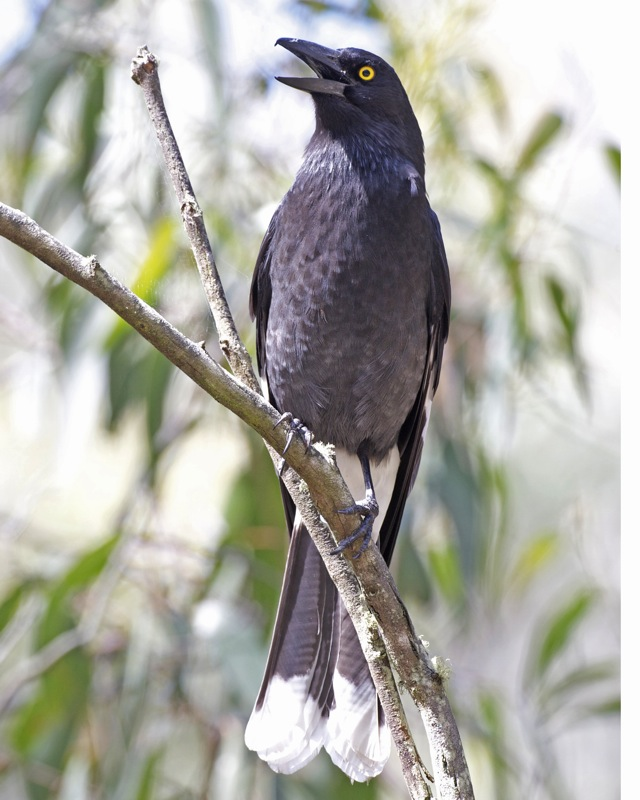
Пестрохвостая ворона-флейтист
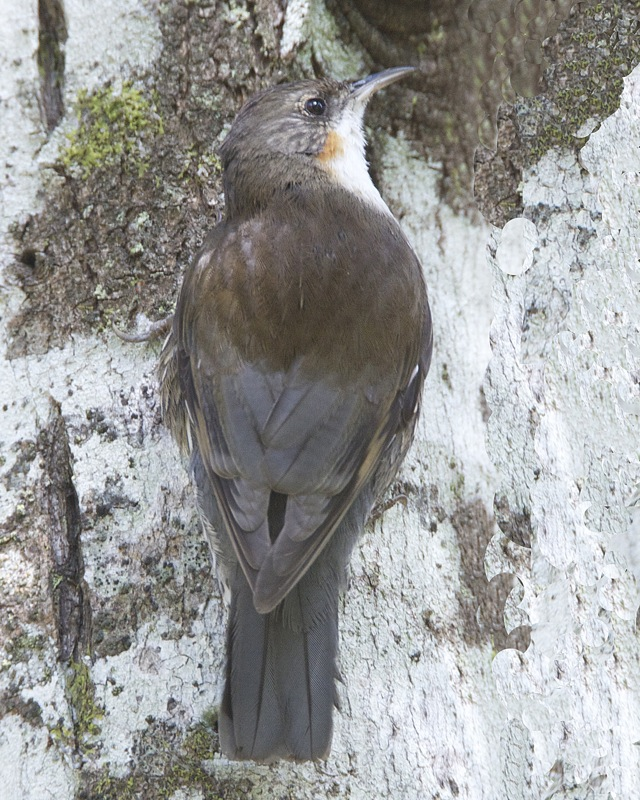
Белогорлая ложнопищуха